# 环境化学

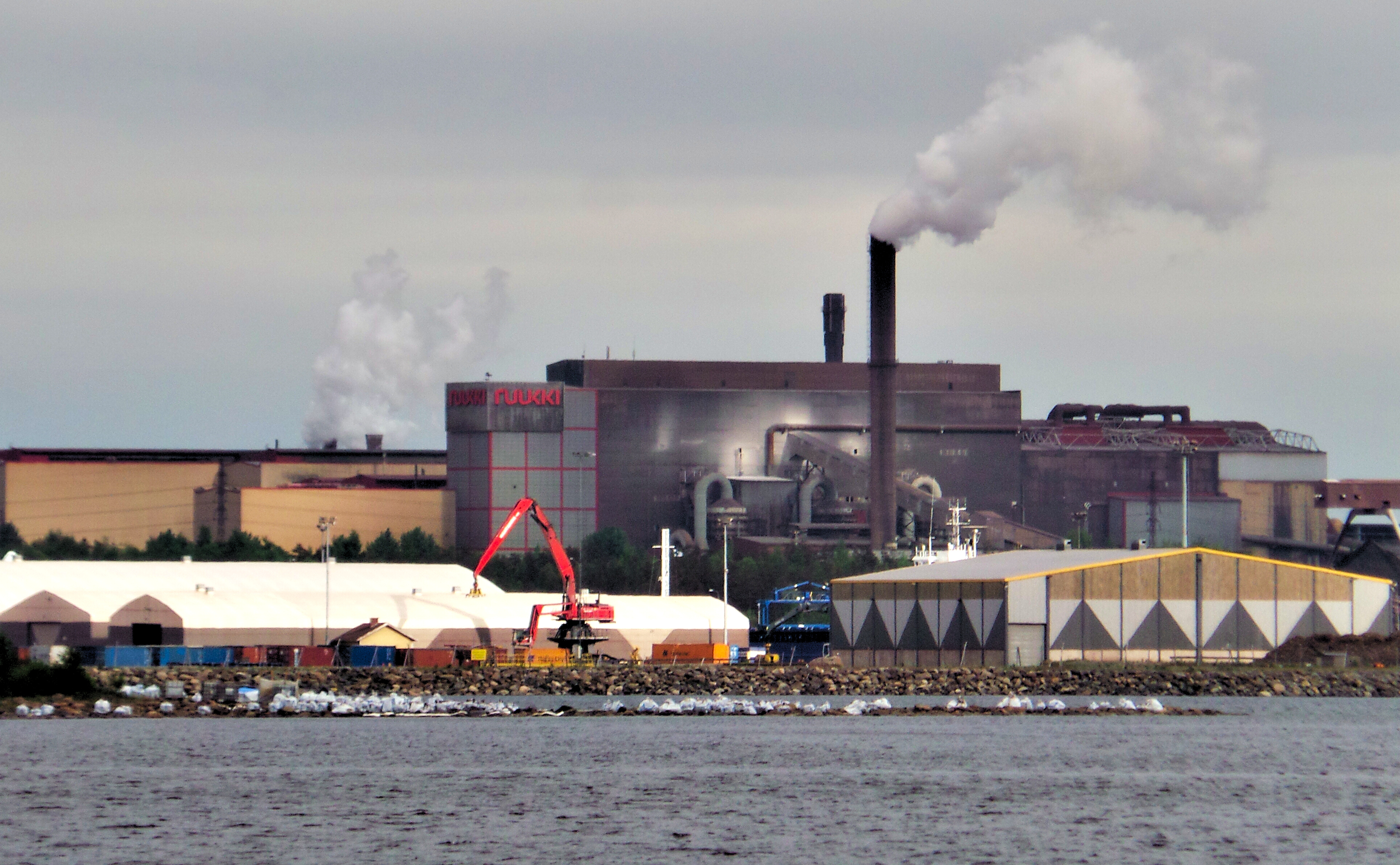
芬蘭拉赫的工業漏油事件附近的海岸上堆滿了裝滿受污染石頭的白色袋子。

环境化学是研究化学物质在环境中迁移、转化、降解规律，研究化学物质在环境中的作用的学科。它不应与绿色化学，即探求如何减少潜在的污染源头的学科搞混。它可以定义为研究源头、反应、物质运动、作用效果、以及化学元素在空气、土壤和水利环境的生存和人类活动对其的影响。
环境化学是在各个学科之间的科学，包括大气、水生以及土壤化学，也减轻在分析化学和使环境与其他有关科学的部分发生关系起到很大作用。
环境化学重要的研究成果是发现DDT在环境中很难降解，并会在通过食物链在动物体内蓄积，导致在全世界禁止生产、使用DDT；另外发现氟里昂在环境中不降解，会消耗、破坏臭氧层，导致对氟里昂使用、生产的限制和无氟冰箱的出现，
環境化學家利用化學和各種環境科學的一系列概念來幫助他們研究環境中化學物質的變化。 化學中重要的一般概念包括理解化學反應和方程式、溶液、單位、抽樣和分析技術。

## 过程危险分析
过程危险分析（Process Hazard Analysis-PHA），也称预先危险分析，即将事故过程模拟分析，也就是在一个系列的假设前提下按理想的情况建立模型，将复杂的问题或现象用数学模型来描述，对事故的危险类别、出现条件、后果等进行概略地分析，尽可能评价出潜在的危险性。过程危险分主要用来分析在泄漏，火灾、爆炸、中毒等常见的重大事故造成的热辐射、爆炸波、中毒等不同的化学危害。
过程危险分析包括以下内容： 
1. 识别危险和安全问题的关键部位
2. 提高安全专业人员对潜在危险的了解
3. 风险管理规划
4. 紧急事故响应规划
5. 适用的环保及安全法规监管
6. 做出事故反应的相应决策

目前，过程危险分析已经列入安全评价师考试项目。分析方式主要包括定性分析和定量分析。 定性分析包括审查相关历史资料，对危害中相关的能源和化学品类型，来源和反应条件做出分析。定量分析是将定性分析的内容进一步模拟数字化，以达到精准的反应危险大小的目的，常用的过程危险分析软件包括SAFER CEAS™等。